# Прэтт, Роджер
Роджер Прэтт (англ. Roger Pratt; род. 27 февраля 1947, Лестер, Лестершир, Англия — декабрь 2024) — английский кинооператор, снявший около полусотни фильмов, в том числе две части о Гарри Поттере «Тайная комната» и «Кубок огня». Номинировался на премию «Оскар» за лучшую операторскую работу в фильме «Конец Романа».

## Биография
Родился 27 февраля 1947 года в городе Лестер в семье приходского священника англиканской церкви. В детстве  увлекался кинематографом и именно по этой причине пошёл учиться в Лондонскую кинематографическую школу. В своё время работал с многими рекламными роликами. 
Первой работой в кино стал фильм 1971 года «Безрадостные мгновения» над  котором мужчина работал помощником оператора. Выступал на съемках фильма «Монти Пайтон и Священный Грааль». Полноценным дебютом в качестве кинооператора стал фильм 1982 года «Телепат». Его наиболее известными работами являются такие фильмы, как «Бразилия» и «12 обезьян» режиссёра Терри Гиллиама, «Бэтмен» Тима Бёртона, «Троя» Вольфганга Петерсена, а также «Гарри Поттер и тайная комната» и «Гарри Поттер и Кубок огня».
Является членом Британского общества кинооператоров.
Ушёл из жизни в декабре 2024 года, но лишь в начале 2025 года стало об этом известно.

## Фильмография

### Оператор
- 2014 — Розовые видения / Keeping Rosy (реж. Стив Ривз)
- 2013 — Джаду / Jadoo (реж. Амит Гупта)
- 2010 — Каратэ-пацан / The Karate Kid (реж. Харольд Цварт)
- 2009 — Дориан Грей / Dorian Gray (реж. Оливер Паркер)
- 2008 — Чернильное сердце / Inkheart (реж. Иэн Софтли)
- 2007 — Замыкая круг / Closing the Ring (реж. Ричард Аттенборо)
- 2005 — Гарри Поттер и Кубок огня / Harry Potter and the Goblet of Fire (реж. Майк Ньюэлл)
- 2004 — Троя / Troy (реж. Вольфганг Петерсен)
- 2002 — Гарри Поттер и тайная комната / Harry Potter and the Chamber of Secrets (реж. Крис Коламбус)
- 2001 — Айрис / Iris (реж. Ричард Айр)
- 2000 — Шоколад / Chocolat (реж. Лассе Халльстрём)
- 2000 — 102 далматинца / 102 Dalmatians (реж. Кевин Лима)
- 1999 — Конец романа / The End of the Affair (реж. Нил Джордан)
- 1999 — Серая сова / Grey Owl (реж. Ричард Аттенборо)
- 1998 — Мстители / The Avengers (реж. Джеримайя С. Чечик)
- 1996 — В любви и войне / In Love and War (реж. Ричард Аттенборо)
- 1995 — 12 обезьян / 12 Monkeys (реж. Терри Гиллиам)
- 1994 — Франкенштейн Мэри Шелли / Mary Shelley’s Frankenstein (реж. Кеннет Брана)
- 1993 — Страна теней / Shadowlands (реж. Ричард Аттенборо)
- 1993 — Линия, крест и кривая / The Line, The Cross & The Curve (реж. Кейт Буш)
- 1992 — Год кометы / Year of the Comet (реж. Питер Йетс)
- 1991 — Король-рыбак / The Fisher King (реж. Терри Гиллиам)
- 1989 — Бэтмен / Batman (реж. Тим Бёртон)
- 1988 — Ночной Париж / Paris by Night (реж. Дэвид Хэр)
- 1988 — Высокие надежды / High Hopes (реж. Майк Ли)
- 1988 — Всепожирающие страсти / Consuming Passions (реж. Джайлз Фостер)
- 1986 — Мона Лиза / Mona Lisa (реж. Нил Джордан)
- 1985 — Бразилия / Brazil (реж. Терри Гиллиам)
- 1984 — Тем временем / Meantime (реж. Майк Ли)
- 1983 — Смысл жизни по Монти Пайтону / Monty Python’s The Meaning Of Life (реж. Терри Гиллиам) (The Crimson Permanent Assurance)
- 1982 — Телепат / The Sender (реж. Роджер Кристиан)

## Награды и номинации
- Премия «Оскар» за лучшую операторскую работу
  - номинировался в 2000 году за фильм «Конец Романа»[25]

- Премия BAFTA за лучшую операторскую работу
  - номинировался в 2000 году за фильм «Конец Романа»[26]
  - номинировался в 2001 году за фильм «Шоколад»[27]

- Премия Британского общества кинооператоров
  - номинировался в 1993 году за фильм «Страна теней»[28]
  - номинировался в 1994 году за фильм «Франкенштейн Мэри Шелли»[28]
  - номинировался в 2000 году за фильм «Шоколад»[28]
  - номинировался в 2005 году за фильм «Гарри Поттер и Кубок огня»[28]